# SS Koombana
SS Koombana – statek pasażersko–towarowy, który zatonął na północ od Port Hedland (Australia Zachodnia) w czasie cyklonu 21 marca 1912 z około 150 ludźmi na pokładzie
Zbudowany w Glasgow, w stoczni Alex. Stephens & Sons w 1909 roku, stalowej konstrukcji statek o wymiarach 103,6 m × 14,7 m × 6,3 m i wadze 3668 ton, był własnością Adelajda Steamship Company. Dowódcą jednostki był kapitan Thomas M. Allen.
Statek zatonął w czasie cyklonu razem z kilkoma innymi jednostkami. Dokładnej liczby ofiar katastrofy nie udało się ustalić ze względu na brak dokumentacji. Nigdy też nie znaleziono wraku statku.
W 1973 roku pomiędzy Port Hedland i Broome natrafiono na ślady anomalii magnetycznych, które mogły powstać wokół wraku. W 1985 roku ponownie zlokalizowano podobne ślady. Do tej pory nie podjęto jednak próby poszukiwania wraku.
Na pokładzie SS Koombana przebywał Abraham de Vahl Davies, właściciel słynnej czarnej perły zwanej Roseate Pearle, o wartości około 20 000 £.

## Źródła internetowe
- The steamer Koombana. [dostęp 2008-11-28]. [zarchiwizowane z tego adresu (2016-01-16)]. (ang.).
- The wreck of the „Koombana”, March 1912. Bureau of Meteorology. [dostęp 2008-11-28]. [zarchiwizowane z tego adresu (2005-09-02)]. (ang.).